# خرمال بيضوي
خرمال بيضوي (الاسم العلمي: Diospyros ovalis) هو نوع من النباتات يتبع جنس الخرمال من الفصيلة الأبنوسية.